# آگاتا کلیمچاک
آگاتا کلیمچاک-کواکوفسکا (لهستانی: Agata Klimczak-Kołakowska؛ زادهٔ ۲ اکتبر ۱۹۸۹) بازیگر تئاتر، تلویزیون و رادیو، آموزگار، خواننده، طراح صحنه، طراح لباس، کارگردان نمایش و نویسنده تئاتر موزیکال اهل لهستان است. وی در سال‌های ۲۰۱۹ تا ۲۰۲۳ رئیس «بنیاد رومن کواکوفسکی» بود و در حال حاضر مدیر مرکز فرهنگی کیلچه است. وی دانش‌آموختهٔ رشتهٔ بازیگری نمایشی و آواز در آکادمی ملی هنرهای نمایشی آ.س.ت. در کراکوف و همچنین رشتهٔ مدیریت فرهنگی در دانشگاه ورشو است.
از فیلم‌ها یا مجموعه‌های تلویزیونی که وی در آن‌ها نقش داشته است، می‌توان به یولیا اشاره نمود.